# Master Series (Scorpions)
Master Series  è una raccolta della band hard rock/heavy metal tedesca Scorpions.

## Tracce
1. Hit Between The Eyes – 4:33
2. Alien Nation – 5:44
3. Lust Or Love – 4:22
4. Wind of Change – 5:10
5. In Trance (Live) – 4:01
6. Nightmare Avenue – 3:54
7. White Dove – 4:18
8. Tease Me Please Me – 4:44
9. When the Smoke Is Going Down (Live) – 2:37
10. Unholy Alliance – 5:16
11. Hate To Be Nice – 3:33
12. Woman – 5:56
13. Ship Of Fools – 4:15
14. Kicks After Six – 3:49
15. Under the Same Sun – 4:52
16. Send Me an Angel – 4:34
17. Is there anybody there? (Live) – 4:08
18. Rhythm of Love (Live) – 3:41